# Liste der Biografien/Asd
Liste der Biografien |
Portal Biografien |
Personensuche
# |
A |
B |
C |
D |
E |
F |
G |
H |
I |
J |
K |
L |
M |
N |
O |
P |
Q |
R |
S |
T |
U |
V |
W |
X |
Y |
Z |
?
 
Aa |
Ab |
Ac |
Ad |
Ae |
Af |
Ag |
Ah |
Ai |
Aj |
Ak |
Al |
Am |
An |
Ao |
Ap |
Aq |
Ar |
As |
At |
Au |
Av |
Aw |
Ax |
Ay |
Az
 
Asa |
Asb |
Asc |
Asd |
Ase |
Asf |
Asg |
Ash |
Asi |
Asj |
Ask |
Asl |
Asm |
Asn |
Aso |
Asp |
Asq |
Asr |
Ass |
Ast |
Asu |
Asv |
Asw |
Asy |
Asz
Die Liste der Biografien führt alle Personen auf, die in der deutschsprachigen Wikipedia einen Artikel haben. Dieses ist eine Teilliste mit 8 Einträgen von Personen, deren Namen mit den Buchstaben „Asd“ beginnt.

## Asd

### Asde
- Asderaki, Eva (* 1982), griechische Tennisschiedsrichterin

### Asdi
- Ásdís (* 1993), isländische SängerinÁsdís (* 1993)

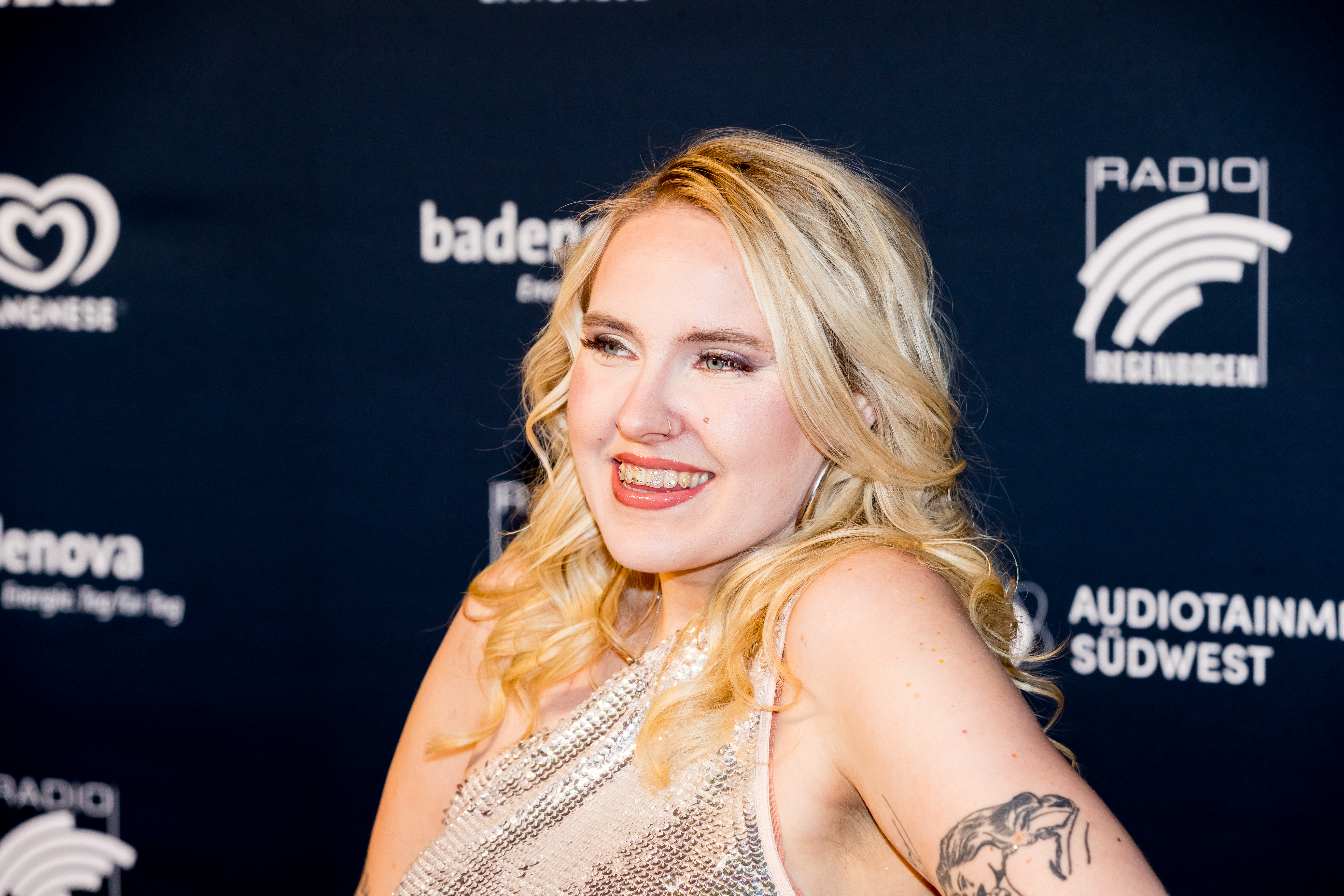
Ásdís (* 1993)

- Ásdís Hjálmsdóttir (* 1985), isländische Speerwerferin
- Ásdís Rán Gunnarsdóttir (* 1979), isländisches Model und TV-Producerin
- Ásdís Thoroddsen (* 1959), isländische Regisseurin, Produzentin und Schriftstellerin

### Asdo
- Asdonk, Bastian (* 1974), deutscher Autor, Journalist, Musiker und Mitgründer der Videoplattform Hyperbole
- Asdonk, Brigitte (* 1947), deutsche Terroristin und Gründungsmitglied der Rote Armee Fraktion
- Asdonk, Johannes (1910–2003), deutscher Arzt, Erfinder der Komplexen Physikalischen Entstauungstherapie (KPE)